# Ханнелоре Коль
Ганнелоре Коль (нім. Hannelore Kohl, справжнє ім'я — Йоганна Клара Елеонора Коль (нім. Johanna Klara Eleonore Kohl), до шлюбу Реннер (нім. Renner); 7 березня 1933, Берлін, Веймарська республіка — 5 липня 2001, Людвігсгафен-на-Рейні, Німеччина) — перша леді Німеччини (1982—1998, у шлюбі з Гельмутом Колем), активна політична і громадська діячка, благодійниця, перекладачка та кулінарка.

## Життєпис

### Ранні роки
Йоганна Клара Елеонора Реннер народилася 1933 року в Берліні, але її дитячі роки минули в Лейпцигу. Дівчинка була єдиною дитиною у сім'ї інженера, пізніше лідера воєнної економіки, Вільгема Реннера та його дружини Ірени (1897—1980, до шлюбу Мерлінґ). Батько Йоганни, інженер за освітою, обіймав посаду директора з операцій на військовому заводі HASAG — найбільшому у Східній Німеччині аж до закінчення Другої світової війни, а мати служила в допоміжній частині армійської частини. Ірен добре вчилася в школі, була спокійною і тихою. З дитинства за нею закріпилося прізвисько, яке згодом стало загальновживаним ім'ям, — Ганнелоре, утворене шляхом часткового злиття імен Йоганна та Елеонора. Після повітряного удару на Лейпциг у грудні 1943 року Ганнелоре разом із матір'ю спочатку евакуювали до міста Грімма, а пізніше до Дебельна, де вона відвідувала місцеву гімназію. У лютому 1945 році при повторному нападі на Лейпциг зруйнували батьківський будинок Ганнелоре.

### Війна
Узимку 1944—1945 років Ганнелоре у складі групи дітей вирушила до Дебельна, куди приходили поїзди з СРСР з пораненими німецькими солдатами. Дівчата допомагали доглядати за пораненими та біженцями на морозі у відкритих вагонах, багато з них хворіли та помирали. У книзі журналіста Геріберта Шванна, виданій через 10 років після смерті Ганнелоре, розповідається, що в останні дні війни, коли територія Саксонії була окупована Червоною Армією, Ірен і Ганнелоре Реннер зґвалтували радянські солдати, після чого Ганнелоре викинули у вікно, «як мішок з цементом», що згодом позначилося на стані хребта, болі в якому мучили її протягом усього життя. На початку травня 1945 року Ганнелоре з матір'ю прибули в Лейпциг до Вільгельма Реннера. У липні того ж року, коли Західну Саксонію і Тюрінгію покинули американські солдати, щоб надати контроль над регіоном радянським військам, сім'я втекла до Пфальца, Людвігсхафен-на-Рейні, де жили батьки її батька. Спершу Ганнелоре, її батько й мати жили в пральні, яка належала Реннерам-старшим, а потім кілька разів змінювали місце проживання.

### Перекладачка
Відновивши навчання, Ганнелоре зайнялася вивченням англійської та французької мов, стала брати уроки гри на фортепіано та органі. Після раптової смерті батька вона вирішила обрати професію перекладачки, згодом досконало опанувавши ці мови. 
Навесні 1949 року на танцях вона познайомилася з 18-річним Гельмутом Колем, уродженцем Людвігсгафена. До того часу Коль вже активно працював у молодіжній організації християнських демократів у регіоні Рейнланд-Пфальц. Дізнавшись, що Ганнелоре відвідує уроки танців, Гельмут також записався на них, здивувавши її своєю завзятістю. Залицяння тривали майже 12 років: за цей період він написав їй близько двох тисяч листів. Весілля відбулося лише 1960 року. До цього моменту Ганнелоре закінчила інститут іноземних мов у Майнці, під час навчання в якому також проходила стажування у Парижі. Після завершення інституту вона стала дипломованою перекладачкою з французької та англійської мов та влаштувалася на роботу у великому хімічному концерні BASF у Людвіґсгафені.

## У шлюбі

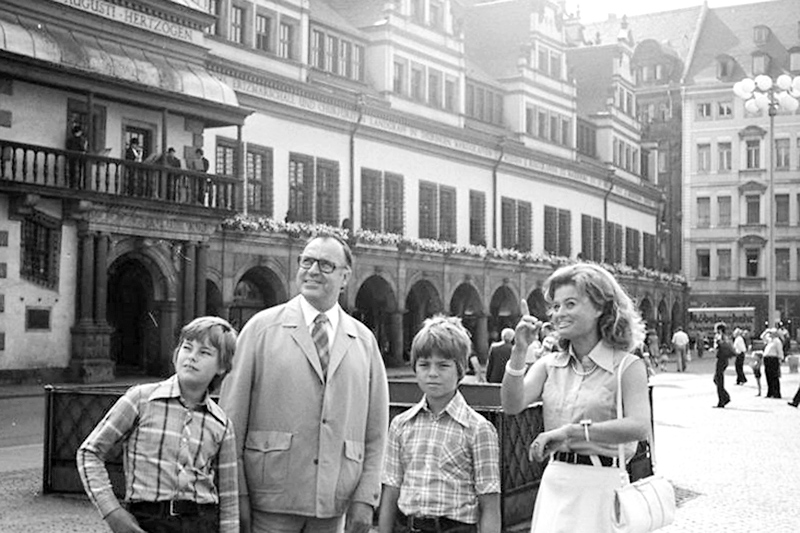
Ганнелоре Коль із сім'єю в Лейпцигу під час приватної поїздки, 1975 рік

В одній із шкільних поїздок в Людвіґсгафен 1948 року 15-річна Ганнелоре Коль познайомилась із вісімнадцятирічним Гельмутом Колем (1930—2017), з яким одружилася 27 червня 1960 року після 12 років знайомства. Через три роки після укладення шлюбу Ганнелоре народила сина Вальтера, названого на честь загиблого на війні старшого брата Коля, а 1965 року — Петера. Після народження синів вона присвятила себе дому та сім'ї, а також зайнялася громадською, просвітницькою і благодійною діяльністю. Вона залишалася осторонь від політики, якої ніколи не могла повністю уникнути. Вона берегла синів від партійного життя.
Її чоловік тим часом успішно будував політичну кар'єру: спочатку став депутатом, а потім — прем'єр-міністром землі Рейнланд-Пфальц, головою Християнсько-демократичного союзу. 1 жовтня 1982 року він був обраний федеральним канцлером Німеччини.

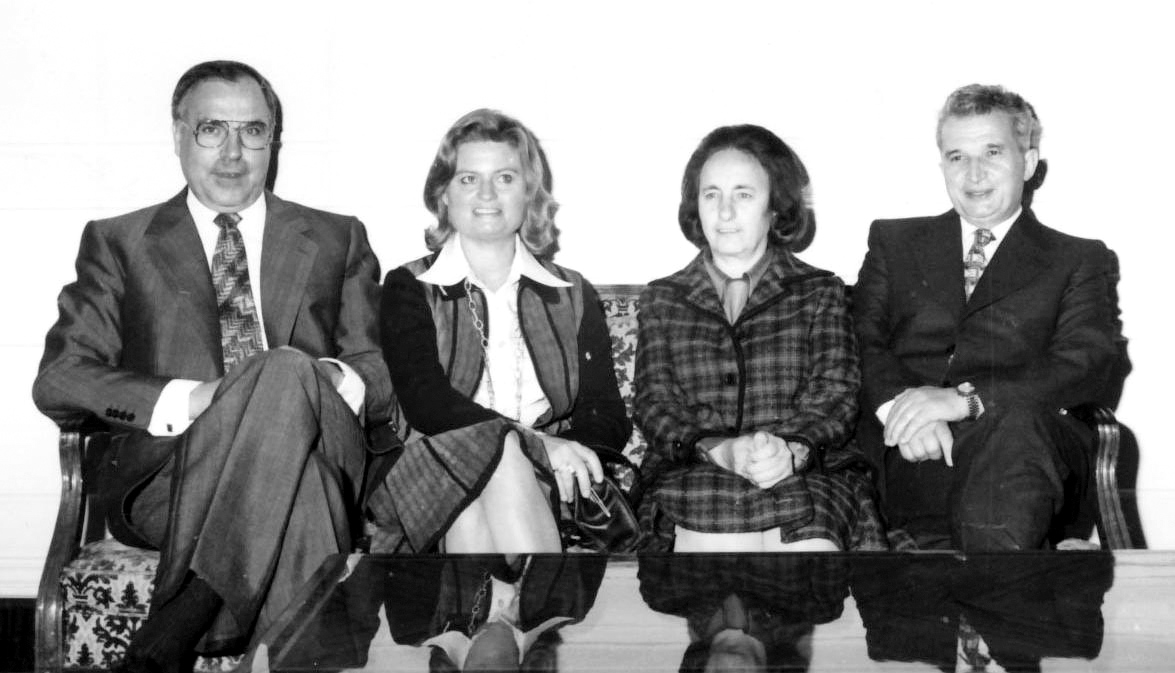
Ганнелоре і Гельмут Коль на зустрічі з Ніколае і Єленою Чаушеску

Будучи першою леді Німеччини, Геннелоре Коль трималася коректно й стримано. Вона відмовлялася давати журналістам якісь політичні оцінки, перебуваючи в тіні чоловіка. Замість цього вона брала участь у благодійности. 1983 року під керівництвом Ганнелоре Коль створено Фонд допомоги тим, хто страждає від захворювань центральної нервової системи, який вона очолила. Завдяки зусиллям Коль фонд зібрав близько 25 мільйонів марок, розподіливши ці гроші серед понад 100 німецьких клінік. Крім того, вона захоплювалася кулінарією: виступала в кулінарних телепрограмах, демонструючи приготування улюблених страв чоловіка, брала участь у розважальних ток-шоу. Усі гонорари перша леді витрачала на допомогу хворим.

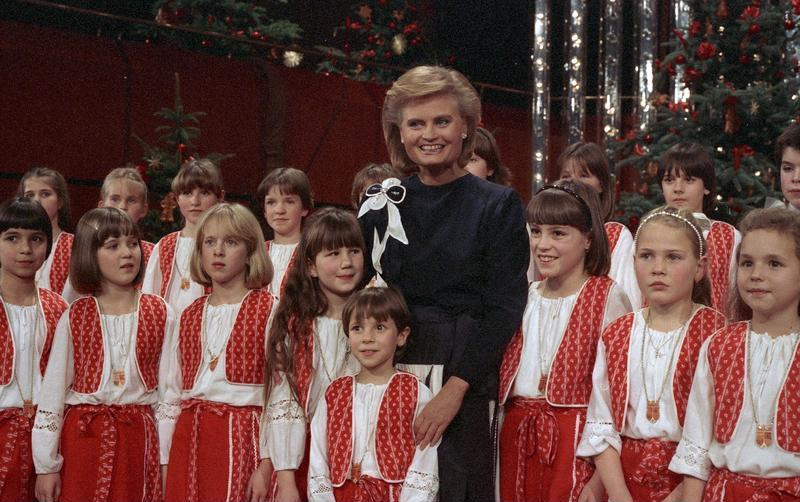
Ганнелоре Коль на різдвяному концерті у Франкфурті-на-Майні 12 грудня 1986 року

1996 року вийшла друком книга Ганнелоре Коль «Кулінарну подорож по німецьких регіонах» (нім. Kulinarische Reise durch Deutsche Länder), у якій перша леді опублікувала свою колекцію кулінарних рецептів німецьких національних страв.
Попри щільний графік роботи, Гельмут Коль регулярно бував із дружиною та синами на відпочинку. Ще будучи главою уряду землі Рейнланд-Пфальц, 1973 року він подарував дружині поїздку до Лейпцига, який тоді входив до складу НДР. Після народження дітей подружжя здебільшого відвідувало озеро Вольфгангзее в Австрії. Коли до влади в СРСР прийшов Михайло Горбачов, який зайнявся модернізацією внутрішньої і зовнішньої політики держави, у Коля з'явилася надія на можливість швидкого об'єднання ФРН і НДР. Після особистої зустрічі з президентом СРСР 1989 року, переконавшись у тому, що Горбачов згоден з ідеєю про возз'єднання німецького народу, Гельмут Коль тієї ж ночі зайнявся складанням плану возз'єднання. Ганнелоре Коль, яка була разом з ним, власноруч надрукувала його на друкарській машинці.

## Хвороба

Фотографія Коль, зроблена під час хвороби — 1997 року

1993 року Геннелоре Коль захворіла на грип. Під час хвороби вона приймала пеніцилін, унаслідок чого у неї виникло рідкісне захворювання — алергія на світло, яка спричинила як фізичний біль, так і страх при контакті з денним світлом. У зв'язку з цим Ганнелоре переїхала в Людвіґсгафен. Оскільки було вирішено не поширювати інформацію про хворобу першої леді, багато журналістів припускали, що між нею і Колем стався розлад. З того часу вона стала все рідше з'являтися на публіці, а з журналістами спілкувалася, як правило, у нічний час. Однак 1998 року, коли Гельмут Коль вирішив балотуватися на чергових виборах федерального канцлера, вона підтримала його і, пересилюючи біль, взяла участь у виборчій кампанії. Разом з чоловіком Ганнелоре їздила по країні, закликаючи голосувати за Коля, але за результатами виборів перемогу здобув Герхард Шредер. Незабаром після того як Гельмут Коль залишив посаду федерального канцлера, у Німеччині вибухнув гучний скандал, пов'язаний з «чорною касою» його партії — Християнсько-демократичного союзу. У розпал скандалу преса звинуватила в причетності до незаконного відмивання грошей Фонд допомоги недужим на захворювання центральної нервової системи, заснований Ганнелоре. «Я боявся, що моя дружина цього не витримає», — згодом написав Коль у своєму щоденнику. Після інциденту вона дійсно стала більш замкнутою. За півтора року до смерті захворювання Ганнелоре досягло критичної стадії. В особняку Коля в передмісті Людвіґсгафена — Оггерсгаймі — на Марбагерштрассе щодня були опущені щільні жалюзі, а для того, щоб Коль не відчувала тепло, у будинку підтримувалася мінімальна температура. Назовні Ганнелоре могла виходити тільки вночі. Зусилля як німецьких, так і зарубіжних лікарів їй не допомагали, і Коль була змушена вживати сильнодіючі ліки, зокрема, морфін.

## Смерть
5 липня 2001 року Ганнелоре Коль вчинила самогубство. 6 липня о 11:15 дружина шофера і робітниця сім'ї Коль, Гільде Зеебер, виявила, що її господиня мертва. На дверях у кімнату Ганнелоре зовні була прикріплена записка зі словами: «Вчора я пізно лягла. Прошу не турбувати, я хочу виспатися». Робітниця негайно повідомила в поліцію про побачене. Чоловіку повідомили про смерть, коли він перебував на засіданні в Рейхстагу. Через півтори години він прибув літаком у Людвігсхафен. В адресованому йому передсмертному посланні Ганнелоре написала: «Я завжди тебе дуже любила. І дякую за все, що ти для мене зробив». Крім того, вона просила Гельмута переконати громадськість у тому, що вона загинула в автокатастрофі, проте до моменту прочитання ним листів це було вже неможливо зробити. Покійна залишила вісім таких листів, призначених для чоловіка, двох синів і деяких друзів (згодом ніхто з них не став розголошувати їхній зміст). Ще одну записку, не запечатану в конверт, вона поклала на видному місці для того, щоб вона була прочитана першим, хто увійде у кімнату. Коль і його сини по черзі перебували поруч з труною аж до 13 години наступного дня.

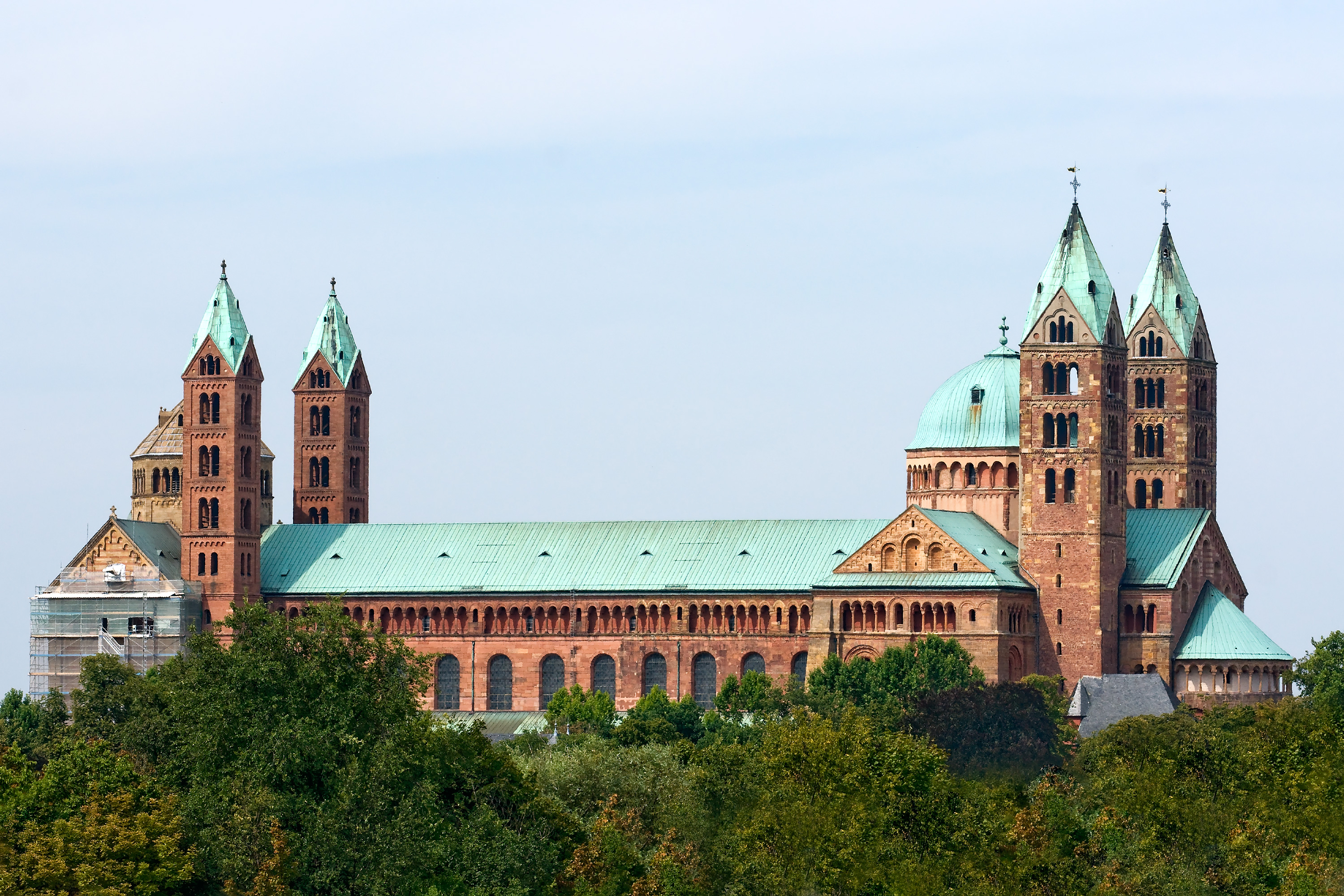
Вид на Шпаєрський кафедральний собор, де відбувалась панахида за Ганнелоре Коль

За висновками поліцейського розслідування, Коль покінчила життя самогубством, змішавши снодійне з великою кількістю морфіну і випивши отриману рідину через соломинку. Представники прокуратури, як і родичі Ганнелоре, відмовилися від розтину тіла, вважаючи факт суїциду очевидним. За офіційною заявою бюро Гельмута Коля: «Ганнелоре Коль добровільно пішла з життя, будучи не в силах більше відчувати страждання через болісну хворобу — алергії на світло». Попри те, що Ганнелоре Коль покінчила з життям, представник місцевого єпископату сказав, що цей факт не буде «перешкодою для проведення похорону за церковним обрядом». Відкрита траурна панахида за покійною проходила 11 липня в католицькому Кафедральному соборі Шпаєра. На ній була присутня низка відомих німецьких політиків: тодішній федеральний канцлер Герхард Шредер з дружиною, дружина президента Німеччини Йоганнеса Рау Христина, президент Німеччини при Колі Роман Герцог, голова ХДС Ангела Меркель. За дотриманням порядку під час панахиди в Шпаєрі слідкували близько 1 000 поліцейських. Після панахиди домовину з тілом Ганнелоре доставили в Людвігсхафен і поховали в сімейному склепі Коля на кладовищі Людвігсгафен-Фрайзенгайм, де до того часу були поховані батьки її чоловіка. Попри те, що Ганнелоре була протестанткою за віросповіданням, чоловік наполіг на її похованні на території католицького кладовища.

## Нагороди
- 1985: Бамбі
- 1987: Нагорода американської організації USO
- 1988: Орден землі Рейнланд-Пфальц
- 1995: Почесна докторка Грайфсвальдського університету
- 1997: Золота голка Німецького товариства травматології
- 1999: Орден «За заслуги перед Федеративною Республікою Німеччина»

## Пам'ять
2004 року було опубліковано перший том мемуарів Гельмута Коля, який охоплював період його життя до 1982 року. Присвятивши книгу пам'яті своїй дружині, Коль підкреслив: «Без неї, без моєї Ганнелоре, всі мої успіхи і досягнення були б неможливими». Цього ж року набережній Рейну в Людвігсхафені присвоїли ім'я Ганнелоре Коль. 19 серпня 2004 року в оперному театрі у Нойкельні відбулася прем'єра опери Деа Лоера і Вольфганга Бемера «Світло» (нім. Licht), присвячена трагічній історії життя Ганнелоре Коль, а в грудні того ж року в Боннському оперному театрі був поставлений аналогічний за тематикою балет Йоганна Похресника. 
Через 10 років після відходу з життя Ганнелоре Коль німецький журналіст Геріберт Шванн, який добре знав подружжя Коль, видав книгу «Жінка по іншу сторону: життя і страждання Ганнелоре Коль», присвячену Ганнелоре Коль. Саме йому, 1985 року при зйомці документального фільму про Гельмута Коля, дружина канцлера дала своє перше телевізійне інтерв'ю. Коль, за словами Шванна, давно втратив з ним контакт і ніяк не відреагував на видання книги про його померлу дружину. 
Зараз людвіґсхафенський особняк на Марбахерштрассе, у якому померла Ганнелоре Коль, порожній. Сини Ганнелоре і Гельмута Коля живуть у США (Вальтер) і Великій Британії (Петер). Сам Коль жив і працював у Берліні. 2008 року він одружився з 43-річною Майкою Ріхтер, співробітницею німецького міністерства економіки, з якою був знайомий з 2004 року. Вальтер і Петер на весілля не приїхали.